# Luigi Ferdinando Marsigli
Luigi Ferdinando Marsigli vagy latinosan Marsilius (Bologna, 1658. július 10. – Bologna, 1730. november 1.) olasz földrajztudós, műgyűjtő, diplomata, utazó, tudós, hadmérnök, nyelvész-filológus, katona és kalandor. Magyarország felfedezője az „Ezerarcú, egyetemes ember, aki átmenetet jelent a magyarországi háborúkban harcoló itáliai hadvezérek és a magukat »filozófusnak« nevező felvilágosodás kori értelmiségiek közt.”

## Élete és magyarországi tartózkodása
Neves patriciuscsalád sarja volt, aki rangjához méltó kiváló oktatásban részesült. Matematikát, anatómiát és természettudományokat tanult.
1679-ben a Velencei Köztársaság új állandó követének a Török portára induló kíséretében érkezett Konstantinápolyba és tizenegy hónapot töltött ott. A főváros fekvését, a tengerszorost, és az Oszmán Birodalom katonai erejét figyelte, adatokat gyűjtött, mai szóval „hírszerző", azaz kém volt. Amikor 1680-ban az oszmánok újabb támadásra készültek, felajánlotta szolgálatait I. Lipót császárnak.
1683 tavaszán, Kara Musztafa nagyvezír előrenyomulásakor a Bécs számára stratégiailag igen fontos Rába-folyóhoz rendelték, július 2-án megsebesült, és a tatárok fogságába esett. Bécs török ostromát mint rab élte meg.
1684. március 25-én szabadult ki a fogságból, és mindvégig részt vett a Magyarország és a Délvidék felszabadításáért folyó harcokban. Jelen volt Buda visszafoglalásánál (1686), ahol nagy érdeme volt, hogy az ostrom utáni üszkös romok alól ő menekítette ki a még épen maradt corvinákat.
részt vettem a karlócai békekonferencián és a békében kimondottak végrehajtásában, mivel Lipót császár engem tett meg a birodalma és az Oszmán Birodalom közti határ rendezésének biztosává. A két birodalom közti határt korábban soha sem határozták meg pontosan, így az itt élő császári alattvalókat, azzal az ürüggyel, hogy ezek a területek nem a császárhoz, hanem a szultánhoz tartoznak, folyton zaklatták a törökök

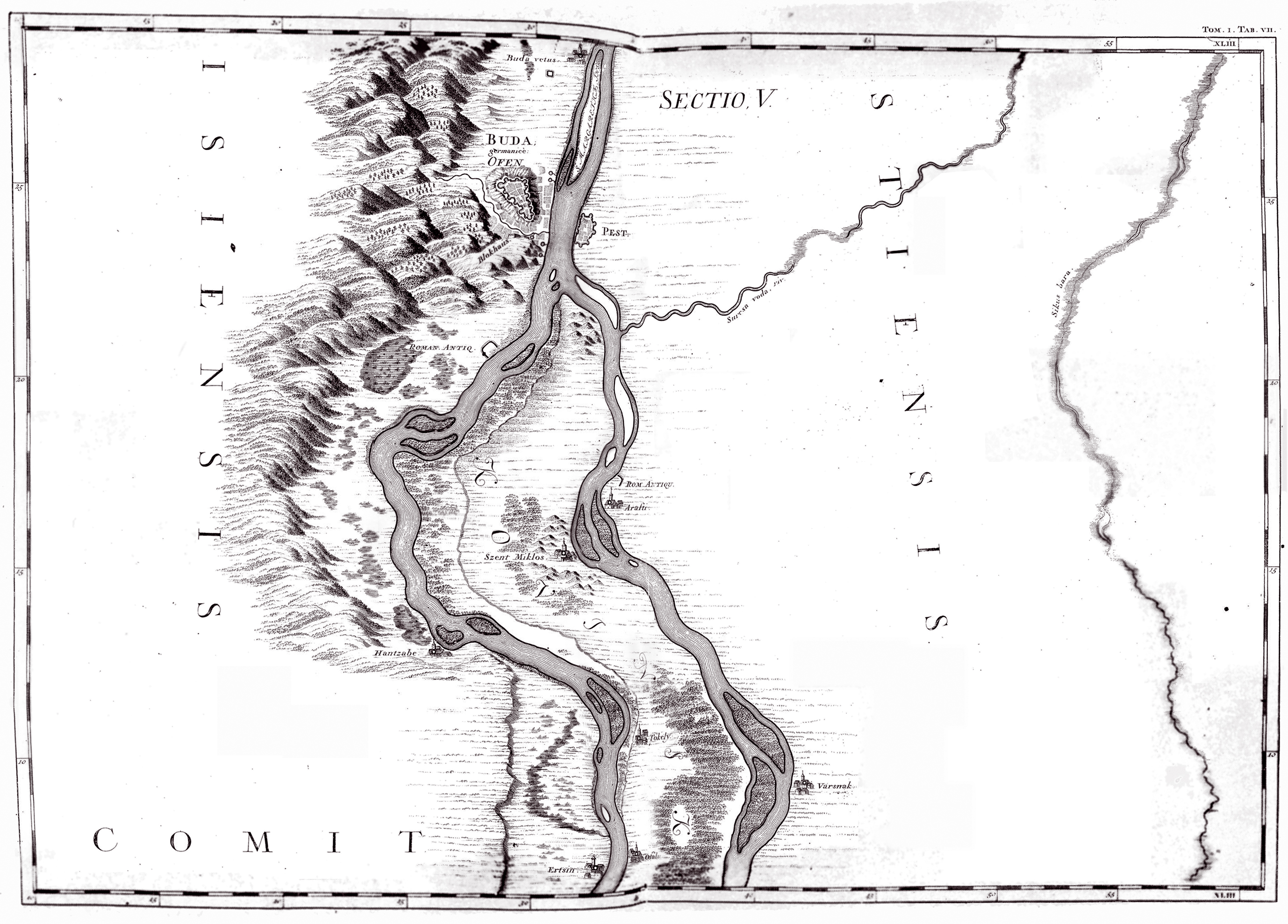
Buda és Pest a Csepel-szigettel a Marsigli: Mappa Generalis térképen, 1726

A karlócai béketárgyalásokon (1699) a császári tárgyalóbizottságban mint az egyetlen, a határvidéken helyismerettel rendelkező szakértő vett részt. A velenceieket segítette a határok megvonásában.
Ezek után a spanyol örökösödési háborúban vett részt, sikertelenségei miatt (tagja volt annak a katonai egységnek, amely túl korán adta fel Breisach városát) megvonták tőle kiváltságait. Katonai karrierje megtörése után a tudomány felé fordult. Csillagászatról, folyókról, madarakról, halakról, fosszíliákról és még sok minden másról írt. Bolognába visszatérve Istituto delle Scienze ed Arti Liberali néven tudományos intézetet alapított, ahol írásait, feljegyzésit, térképeit, valamint az általa összegyűjtött nagy mennyiségű keleti és egyéb kéziratokat, kódexeket is elhelyezte. Latin, arab, görög és héber szövegek nyomtatására alkalmas nyomdát is alapított.

## Munkássága

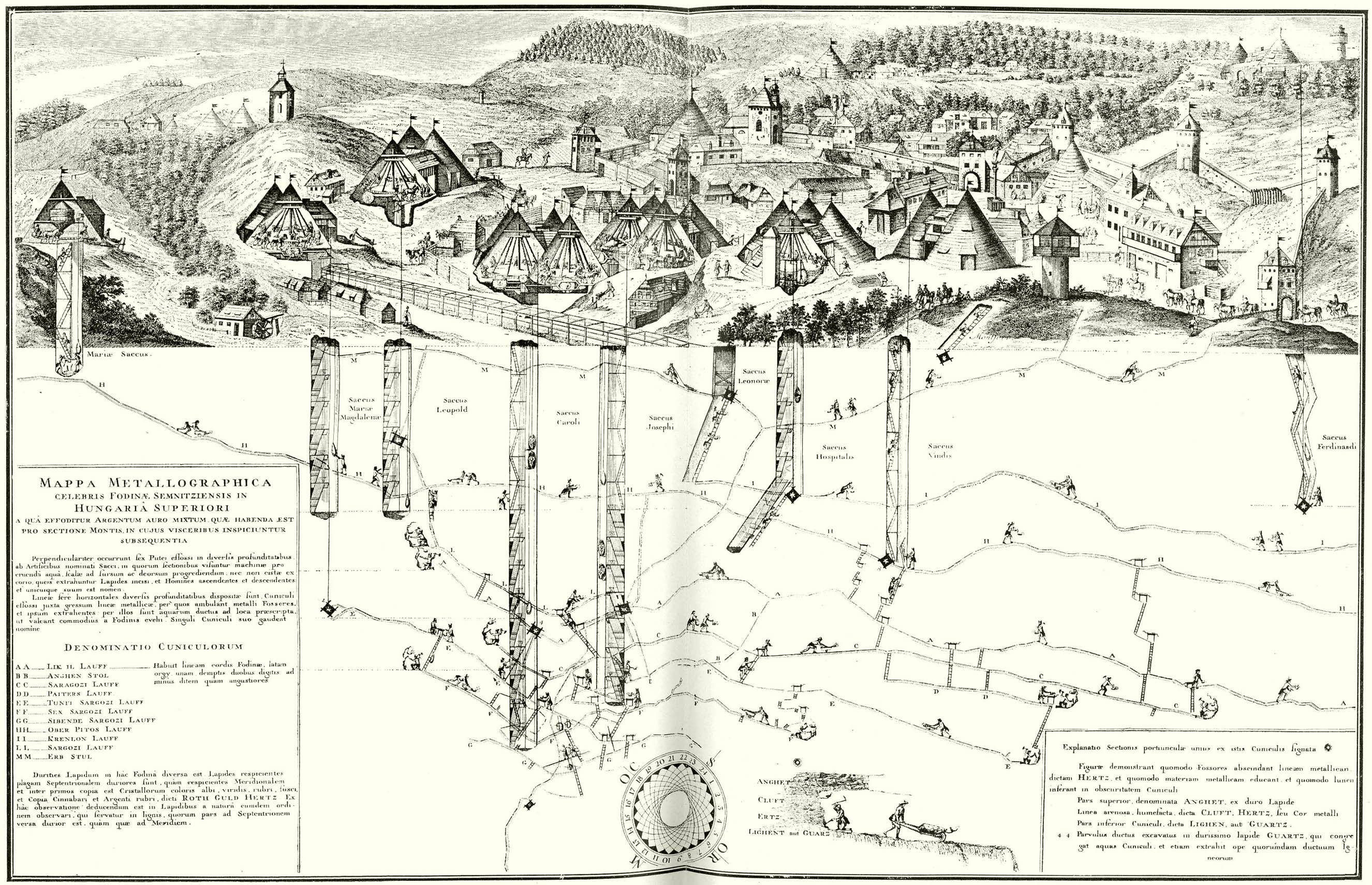
Selmecbánya- Danubius Pannonico-mysicus, observationibus, 1726

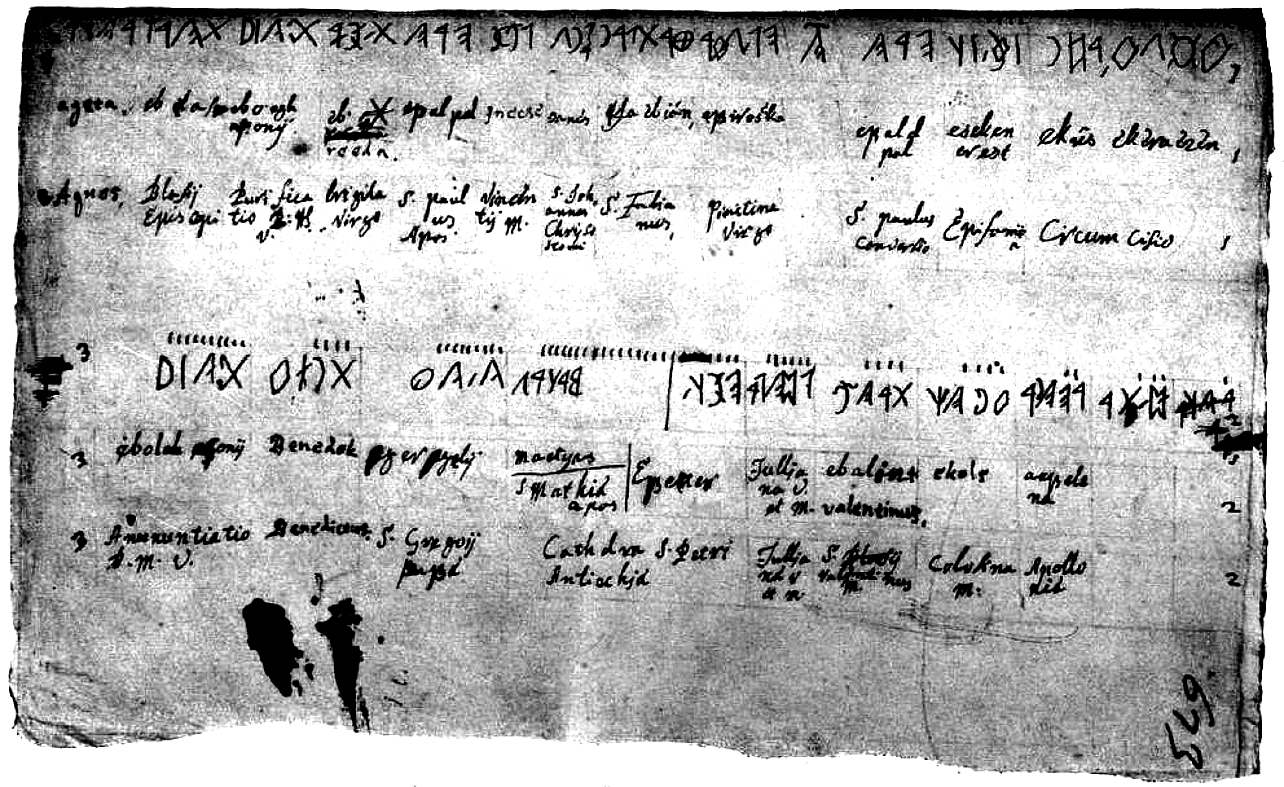
Marsigli 1690-ben eljutott Székelyföldre, ahol kezébe került egy botnaptár. A rovásjeleket lemásoltatta, ami megmaradt. Mai ismeretek szerint ez a legterjedelmesebb rovásemlékünk

1730-ban bekövetkezett halálakor Marsigli számos kiadatlan munkát hagyott hátra, melyek közül az egyik legjelentősebb Az Oszmán Birodalom katonai állapotáról, felemelkedéséről és hanyatlásáról címet viselő, s amely a szerző halála után két évvel, 1732-ben látott nyomtatott formában napvilágot Hágában, illetve Amszterdamban. Marsigli műve a kor hadtörténetével, illetve az Oszmán Birodalommal foglalkozó kutatók számára elengedhetetlen alapművé vált. A munka részletesen bemutatja a török hadsereg szervezetét, csapatnemeit, ezek fegyverzetét és felszerelését. Áttekinti ellátásuk módját, fizetésüket, a hadsereg egész anyagi hátterét. A mű első része egy hasonló témájú török mű fordításán alapul, míg a másodikban a szerző saját tapasztalatait összegezte és rendszerezte. A szöveg mellett számos illusztrációt (fegyverekről, csatákról) is ránk hagyott.
Először térképezte fel a Magyarország és az Oszmán Birodalom közötti, mintegy 850 kilométeres határszakaszt (a mai Horvátország, Szerbia és Románia területén). Marsigli mint a császári csapatok tisztje, részt vett Buda visszavételében, majd 1690-ben Erdélybe vezényelték. Ott került kezébe egy kb. 1,5 méter hosszúságú farúd alakú fatábla, amely a névnapokat és a dátumhoz kötött egyházi ünnepeket tartalmazta a léc négy oldalára bekarcolva. A rovásírásos jeleket 9 lapra másoltatta le.
Továbbá jelentős ichthiológiai munkássága is, hiszen ő térképezte fel és kategorizálta először az itáliai félsziget halait. Számos műve közül, amelyek Magyarországra is vonatkoznak, az 1700-ban kiadott Danubalis Operis Prodromus, amelyben elsőként írja le a közönséges tokot. Jelentős természettudományi műve a hat kötetből álló Danubius Pannonicomysicus, amelyből az 1726-ban kiadott utolsó kötete, a Catalogus Plantarum circa Danubium Sponte, a magyar flórára vonatkozó első összefoglaló mű. Magángyűjteményeit még életében Bolognának ajándékozta, ebből alakult meg később a bolognai akadémia.

## Művei
Nyomtatásban megjelent művei

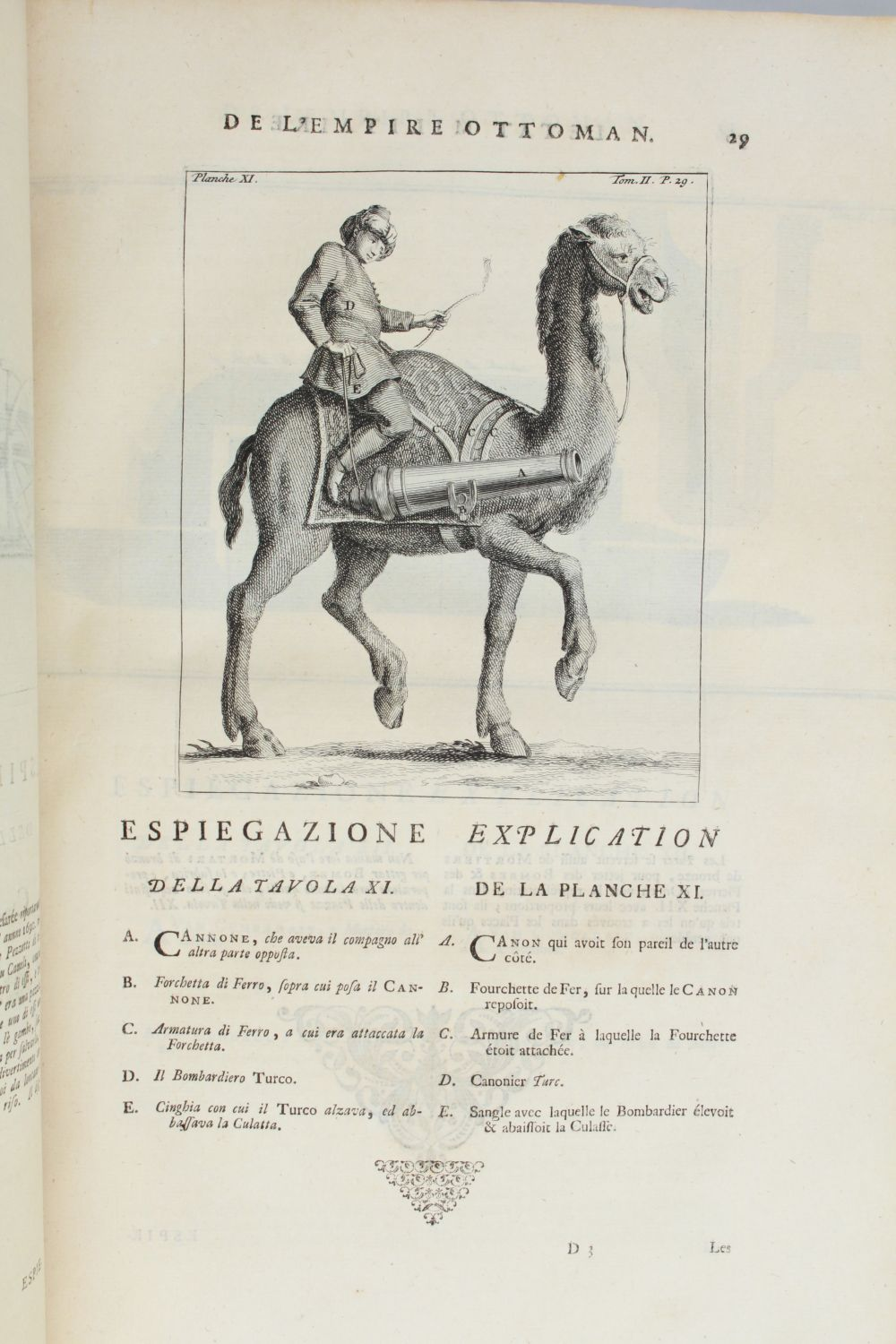
Illusztráció L'Etat militaire de l'empire ottoman, Amszterdam, 1732

- „Osservazioni interne al Bosforo Tracio” (Róma, 1681)
- „Bevanda Asiatica, brindata all'Eminentissimo Bonvisi" (Bécs, 1685)
- „Danubalis Operis Prodromus” (1700)
- „Histoire physique de la mer”, ford. Leclerc (Amszterdam, 1725)
- „Danubius Pannonico-mysicus : observationibus geographicis, astronomicis, hydrographicis, historicis, physicis, perlustratus et in sex tomos digestus. T. 2, [Antiquitates romanae militares ad ultramque ripam Danubii]”, Haga, 1726 
  - 1: In tres partes digestus geographicam, astronomicam, hydrographicam
  - 2: De antiquitatibus Romanorum ad ripas Danubii
  - 3: De mineralibus circa Danubium effossis
  - 4: De piscibus in aquis Danubii viventibus
  - 5: De avibus circa aquas Danubii vagantibus, et ipsarum nidis catalogs the birds
  - 6: De fontibus Danubii. Observationes anatomicae. De Aquis Danubii et Tibisci. Catalogus plantarum. Observationes habitae cum barometris et thermometris[7]
- „Danubius Pannonico-Mysicus. Observationibus geographicis, astronomicis, hydrographicis, historicis, physicis perlustratus”.[8] Vízügyi Múzeum, Budapest, 2004. ISBN 963-217-033-4 (repr.)
- „L'Etat militaire de l'empire ottoman" (Amszterdam, 1732)[9]
- Mappa Generalis in Qua Danubii Fl. Caetium Montem inter et Bulgariae Flumen Jantram, Intercepti Tractus Integer In Subsequentibus XVIII. Secrionibus Divisim Specialissimè Exhibendus Repraesentatur. Notandum Sectionibus illis Lineolas per Transversum Secantes Danubium Iisque Interpositos Numeros Respondere, La Haye : Aux Depens De La Compagnie, 1741[10][11]

### Magyarul
- Marsigli Alajos Ferdinánd gróf jelentései és térképei Budavár 1684–1688-iki ostromairól, visszafoglalásáról és helyrajzáról; gyűjtötte s közli, bevezetésel és jegyzetekkel bővítve Veress Endre; Ranschburg, Bp., 1907
- Danubius Pannonico-Mysicus. Tomus 1. / A Duna magyarországi és szerbiai szakasza; Vízügyi Múzeum, Levéltár és Könyvgyűjtemény, Bp., 2004
- A Magyar Királyság történetének kivonata; ford., utószó, jegyz. Nagy Levente; Attraktor, Máriabesnyő-Gödöllő, 2009 (Scriptores rerum Hungaricaru)
- Luigi Ferdinando Marsigli: Az Oszmán Birodalom katonai állapotáról, felemelkedéséről és hanyatlásáról; szerk., sajtó alá rend. Csákváry Ferenc és Domokos György, ford. F. Molnár Mónika; Históriaantik Könyvesház, Bp., 2007 ISBN 978-963-872-592-9